# Salisaetaceae
Salisaetaceae es una familia de bacterias gramnegativas del orden Rhodothermales. Fue descrita en el año 2019. Se trata de bacterias quimioheterotróficas, marinas, aerobias, con pigmentación rosada-roja. Catalasa y oxidasa positivas. Son halófilas y moderadamente termófilas. 

## Taxonomía
Actualmente sólo existen dos especies de bacterias en esta familia, cada una de un género independiente:
- Género Roseithermus
  - R. sacchariphilus
- Género Salisaeta
  - S. longa